# Tournoi d'ouverture du championnat du Costa Rica de football 2021
Navigation
Tournoi précédent Tournoi suivant
Le tournoi Apertura 2021 est le vingt-neuvième tournoi saisonnier disputé au Costa Rica. C'est cependant la 114e fois que le titre de champion du Costa Rica est remis en jeu.
Lors de ce tournoi, le Deportivo Saprissa tente de conserver son titre de champion du Costa Rica face aux onze meilleurs clubs costariciens. Le vainqueur se qualifie pour la Ligue de la CONCACAF 2022. Face au tenant du titre en grande finale, le CS Herediano remporte son vingt-neuvième championnat après avoir dominé la première phase du championnat.

## Les douze équipes participantes
| \| Alajuelense Cartaginés Herediano Guanacasteca Pérez Zeledón Saprissa Sporting San Carlos Santos Guadalupe Grecia Jicaral \| Localisation des équipes. |
| Alajuelense Cartaginés Herediano Guanacasteca Pérez Zeledón Saprissa Sporting San Carlos Santos Guadalupe Grecia Jicaral                                 |

Ce tableau présente les douze équipes qualifiées pour disputer le championnat 2021-2022. On y trouve le nom des clubs, le nom des stades dans lesquels ils évoluent ainsi que la capacité et la localisation de ces derniers.
| Club                    | Ville                  | Stade                         | Capacité |
| LD Alajuelense          | Alajuela               | Stade Alejandro Morera Soto   | 17 900   |
| CS Cartaginés           | Cartago                | Stade José Rafael Ivankovich  | 13 500   |
| Municipal Grecia        | Grecia                 | Stade Allen Riggioni          | 4 000    |
| Guadalupe FC            | Guadalupe              | Stade Coyella Fonseca         | 4 500    |
| CS Herediano            | Heredia                | Stade Eladio Rosabal Cordero  | 8 100    |
| Jicaral Sercoba (en)    | Jicaral                | Stade Asoc. Cívica Jicaraleña | 1 500    |
| AD Guanacasteca         | Nicoya                 | Stade Chorotega               | 3 000    |
| Municipal Pérez Zeledón | San Isidro del General | Stade Municipal Pérez Zeledón | 6 000    |
| AD San Carlos           | Ciudad Quesada         | Stade Carlos Ugalde Álvarez   | 5 000    |
| SD Santos               | Guápiles               | Stade Ebal Rodríguez          | 3 000    |
| Deportivo Saprissa      | San José               | Stade Ricardo Saprissa        | 23 100   |
| Sporting FC             | San José               | Stade Ernesto Rohrmoser       | 3 000    |

## Compétition
Le tournoi Apertura est divisé en trois phases :
- La phase de qualification : les vingt-deux journées de championnat.
- La phase finale : les matchs aller-retour allant des demi-finales à la finale.
- La finale nationale éventuelle : s'il ne remporte pas la phase finale, le vainqueur de la phase de qualification fait face au vainqueur de la phase finale pour déterminer le champion du tournoi.

### Phase de qualification
Lors de la phase de qualification les douze équipes s'affrontent à deux reprises selon un calendrier tiré aléatoirement.
Les quatre meilleures équipes sont directement qualifiées pour la phase finale.
Le classement est établi sur le barème de points classique (victoire à 3 points, match nul à 1, défaite à 0).
Le départage final se fait selon les critères suivants :
- Le nombre de points.
- La différence de buts générale.
- La différence de buts particulière.
- Le nombre de buts marqué.

#### Classement
| Rang | Équipe                  | Pts | J  | G  | N | P  | Bp | Bc | Diff |
| ---- | ----------------------- | --- | -- | -- | - | -- | -- | -- | ---- |
| 1    | CS Herediano            | 45  | 22 | 14 | 3 | 5  | 35 | 17 | +18  |
| 2    | LD Alajuelense          | 41  | 22 | 12 | 5 | 5  | 42 | 24 | +18  |
| 3    | Santos de Guápiles      | 36  | 22 | 10 | 6 | 6  | 45 | 34 | +11  |
| 4    | Deportivo Saprissa T    | 34  | 22 | 9  | 7 | 6  | 40 | 22 | +18  |
| 5    | CS Cartaginés           | 34  | 22 | 10 | 4 | 8  | 30 | 28 | +2   |
| 6    | Municipal Grecia        | 29  | 22 | 8  | 5 | 9  | 29 | 26 | +3   |
| 7    | Sporting FC             | 27  | 22 | 7  | 6 | 9  | 30 | 38 | -8   |
| 8    | AD San Carlos           | 24  | 22 | 5  | 9 | 8  | 28 | 34 | -6   |
| 9    | Municipal Pérez Zeledón | 24  | 22 | 6  | 6 | 10 | 22 | 29 | -7   |
| 10   | AD Guanacasteca P       | 24  | 22 | 6  | 6 | 10 | 21 | 35 | -14  |
| 11   | Guadalupe FC            | 21  | 22 | 4  | 9 | 9  | 18 | 34 | -16  |
| 12   | Jicaral Sercoba (en)    | 20  | 22 | 4  | 8 | 10 | 19 | 38 | -19  |

| Légende : Qualifications et relégations | Légende : Qualifications et relégations                               |
| --------------------------------------- | --------------------------------------------------------------------- |
|                                         | Qualification pour les demi-finales et la finale nationale éventuelle |
|                                         | Qualification pour les demi-finales                                   |
|                                         | T Tenant du titre P Promu de la saison 2020-2021                      |

#### Résultats
| Résultats (▼dom., ►ext.)                                   | Jic | SanC | Guan | Cart | Here | Sapr | Guad | Alaj | Grec | MunP | Sant | Spor |
| Jicaral Sercoba                                            |     | 0-4  | 2-2  | 0-3  | 3-2  | 0-0  | 0-0  | 0-3  | 3-1  | 3-0  | 1-1  | 1-3  |
| AD San Carlos                                              | 0-0 |      | 0-1  | 0-1  | 0-0  | 1-0  | 4-2  | 2-2  | 1-3  | 1-1  | 2-4  | 3-1  |
| AD Guanacasteca                                            | 1-1 | 0-1  |      | 2-1  | 2-1  | 1-0  | 0-1  | 1-2  | 0-2  | 2-1  | 1-3  | 1-0  |
| CS Cartaginés                                              | 4-0 | 5-1  | 1-1  |      | 0-1  | 1-0  | 0-1  | 1-0  | 1-1  | 2-1  | 1-2  | 1-0  |
| CS Herediano                                               | 1-0 | 2-0  | 5-0  | 2-0  |      | 2-1  | 0-1  | 0-0  | 2-0  | 1-0  | 1-1  | 3-0  |
| Deportivo Saprissa                                         | 4-0 | 3-0  | 1-1  | 1-1  | 2-3  |      | 4-0  | 4-2  | 1-0  | 3-0  | 3-0  | 5-1  |
| Guadalupe FC                                               | 2-0 | 1-1  | 1-1  | 1-1  | 0-2  | 1-1  |      | 2-4  | 0-2  | 0-1  | 0-5  | 2-2  |
| LD Alajuelense                                             | 2-0 | 2-2  | 4-1  | 2-3  | 4-1  | 0-0  | 1-0  |      | 1-0  | 3-0  | 1-0  | 3-3  |
| Municipal Grecia                                           | 0-0 | 3-2  | 3-1  | 4-0  | 1-2  | 1-1  | 0-0  | 1-2  |      | 1-0  | 3-2  | 1-1  |
| Municipal Pérez Zeledon                                    | 1-1 | 1-1  | 2-0  | 3-0  | 0-1  | 0-3  | 1-1  | 1-0  | 3-1  |      | 1-1  | 1-0  |
| Santos de Guápiles                                         | 2-3 | 2-2  | 2-1  | 1-2  | 2-1  | 3-3  | 2-2  | 2-1  | 1-0  | 3-2  |      | 5-1  |
| Sporting FC                                                | 2-1 | 0-0  | 1-1  | 4-1  | 0-2  | 4-0  | 2-0  | 0-3  | 2-1  | 1-1  | 2-1  |      |
| - Victoire à domicile - Match nul - Victoire à l'extérieur |     |      |      |      |      |      |      |      |      |      |      |      |

### Phase finale
Les quatre équipes qualifiées sont réparties dans le tableau final d'après leur classement général, le deuxième affrontant le troisième et le premier affrontant le quatrième lors des demi-finales.
En cas d'égalité sur la somme des deux matchs, c'est la position au classement général qui départage les deux équipes, sauf pour la finale où des prolongations puis une séance de tirs au but ont éventuellement lieu.

#### Tableau
|  | Demi-finales         | Demi-finales         | Demi-finales         | Demi-finales         |                  |                  | Finale | Finale | Finale | Finale |  |  | Grande finale | Grande finale | Grande finale | Grande finale |
|  |                      |                      |                      |                      |                  |                  |        |        |        |        |  |  |               |               |               |               |
|  |                      |                      |                      |                      |                  |                  |        |        |        |        |  |  |               |               |               |               |
|  |                      |                      |                      |                      |                  |                  |        |        |        |        |  |  |               |               |               |               |
|  |                      |                      |                      |                      |                  |                  |        |        |        |        |  |  |               |               |               |               |
|  |                      |                      |                      |                      |                  |                  |        |        |        |        |  |  |               |               |               |               |
|  |                      |                      |                      |                      |                  |                  |        |        |        |        |  |  |               |               |               |               |
|  |                      |                      |                      |                      |                  |                  |        |        |        |        |  |  |               |               |               |               |
|  |                      |                      |                      |                      |                  |                  |        |        |        |        |  |  |               |               |               |               |
|  |                      |                      |                      |                      |                  |                  |        |        |        |        |  |  |               |               |               |               |
|  |                      |                      |                      |                      |                  |                  |        |        |        |        |  |  |               |               |               |               |
|  |                      |                      |                      |                      |                  |                  |        |        |        |        |  |  |               |               |               |               |
|  |                      |                      |                      |                      |                  |                  |        |        |        |        |  |  |               |               |               |               |
|  | 1 CS Herediano       | 1 CS Herediano       | 1                    | 3                    |                  |                  |        |        |        |        |  |  |               |               |               |               |
|  | 1 CS Herediano       | 1 CS Herediano       | 1                    | 3                    |                  |                  |        |        |        |        |  |  |               |               |               |               |
|  |                      |                      | 4 Deportivo Saprissa | 4 Deportivo Saprissa | 0                | 2                |        |        |        |        |  |  |               |               |               |               |
|  | 2 LD Alajuelense E   | 2 LD Alajuelense E   | 4 Deportivo Saprissa | 4 Deportivo Saprissa | 0                | 2                | 2      | 1      |        |        |  |  |               |               |               |               |
|  | 2 LD Alajuelense E   | 2 LD Alajuelense E   |                      |                      |                  |                  |        |        |        |        |  |  |               |               |               |               |
|  | 3 Santos de Guápiles | 3 Santos de Guápiles | 3                    | 0                    |                  |                  |        |        |        |        |  |  |               |               |               |               |
|  | 3 Santos de Guápiles | 3 Santos de Guápiles | 3                    | 0                    | 2 LD Alajuelense | 2 LD Alajuelense | 1      | 0      |        |        |  |  |               |               |               |               |
|  |                      |                      |                      |                      | 2 LD Alajuelense | 2 LD Alajuelense | 1      | 0      |        |        |  |  |               |               |               |               |
|  |                      |                      | 4 Deportivo Saprissa | 4 Deportivo Saprissa | 2                | 1                |        |        |        |        |  |  |               |               |               |               |
|  | 1 CS Herediano       | 1 CS Herediano       | 4 Deportivo Saprissa | 4 Deportivo Saprissa | 2                | 1                | 0      | 1      |        |        |  |  |               |               |               |               |
|  | 1 CS Herediano       | 1 CS Herediano       |                      |                      |                  |                  |        | 1      |        |        |  |  |               |               |               |               |
|  | 4 Deportivo Saprissa | 4 Deportivo Saprissa | 3                    | 0                    |                  |                  |        |        |        |        |  |  |               |               |               |               |
|  | 4 Deportivo Saprissa | 4 Deportivo Saprissa | 3                    | 0                    |                  |                  |        |        |        |        |  |  |               |               |               |               |
|  |                      |                      |                      |                      |                  |                  |        |        |        |        |  |  |               |               |               |               |

#### Demi-finales
| Club           | Aller | Retour | Club               | Commentaire                          |
| CS Herediano   | 0 - 3 | 1 - 0  | Deportivo Saprissa |                                      |
| LD Alajuelense | 2 - 3 | 1 - 0  | Santos de Guápiles | Règle des buts marqués à l'extérieur |

#### Finale
| Match aller     | Deportivo Saprissa      | 2 - 1   | LD Alajuelense | Stade Ricardo Saprissa Aymá                    |                                                |
| 9 décembre 2021 | Bolaños 44e · Marín 63e | (1 - 1) | 22e Torres     | Spectateurs : 5 200 Arbitrage : Keylor Herrera | Spectateurs : 5 200 Arbitrage : Keylor Herrera |
| 9 décembre 2021 | Rapport                 |         |                | Spectateurs : 5 200 Arbitrage : Keylor Herrera | Spectateurs : 5 200 Arbitrage : Keylor Herrera |

| Match retour     | LD Alajuelense | 0 - 0   | Deportivo Saprissa | Stade Alejandro Morera Soto                           |                                                       |
| 12 décembre 2021 |                | (0 - 0) |                    | Spectateurs : 7 050 Arbitrage : Juan Gabriel Calderón | Spectateurs : 7 050 Arbitrage : Juan Gabriel Calderón |
| 12 décembre 2021 | Rapport        |         |                    | Spectateurs : 7 050 Arbitrage : Juan Gabriel Calderón | Spectateurs : 7 050 Arbitrage : Juan Gabriel Calderón |

### Finale nationale
Le CS Herediano ayant été éliminé en demi-finale de la phase finale, le club affronte le vainqueur de cette seconde phase afin de déterminer le vainqueur du tournoi Apertura 2021.
| Match aller      | Deportivo Saprissa | 0 - 1   | CS Herediano       | Stade Ricardo Saprissa Aymá |  |
| 15 décembre 2021 |                    | (0 - 0) | 85e (pen.) Basulto |                             |  |
| 15 décembre 2021 | Rapport            |         |                    |                             |  |

| Match retour     | CS Herediano                                  | 3 - 2   | Deportivo Saprissa | Stade José Joaquín Fonseca                  |                                             |
| 19 décembre 2021 | Bolaños 45+2e (csc) · Tejeda 80e · Franco 88e | (1 - 1) | 28e 46e Bolaños    | Spectateurs : 8 000 Arbitrage : David Gómez | Spectateurs : 8 000 Arbitrage : David Gómez |
| 19 décembre 2021 | Rapport                                       |         |                    | Spectateurs : 8 000 Arbitrage : David Gómez | Spectateurs : 8 000 Arbitrage : David Gómez |

| Vainqueur du Tournoi Apertura 2021 CS Herediano 29e titre |

## Bilan du tournoi
| Tournoi d'ouverture du championnat de football du Costa Rica 2021 |                          |
| Champion                                                          | CS Herediano (29e titre) |
| Dauphin                                                           | Deportivo Saprissa       |
| Qualifications continentales                                      |                          |
| Ligue de la CONCACAF 2022                                         | CS Herediano             |

## Statistiques

### Buteurs
| Rang | Nom               | Équipe             | Buts |
| 1    | Yendrick Ruiz     | CS Herediano       | 10   |
| 2    | Marcel Hernández  | LD Alajuelense     | 9    |
| 2    | Anthony Contreras | AD Guanacasteca    | 9    |
| 2    | Jimmy Marín       | Deportivo Saprissa | 9    |
| 3    | Álvaro Saborío    | AD San Carlos      | 8    |
| 3    | Hernán Fener      | Sporting FC        | 8    |